# アオスジトビエイ
アオスジトビエイ（Aetomylaeus nichofii）は、トビエイ科に属するエイの一種である。

## 分布
インド太平洋に広く分布し、ペルシャ湾からインドネシア、東南アジア、日本南部までの範囲で見られる。ニューギニア島南部からオーストラリア北部に分布する個体群は別種のAetomylaeus caeruleofasciatusとして分離されている。
水深70メートルまでの沿岸域を好み、汽水域に入ることもある。

## 形態
最大で体盤幅65センチメートル程度。アオスジトビエイ属としては小型である。背面は灰褐色で、7-8本の淡青色の横縞が入る。腹面は白い。尾に毒棘は持たない。歯列は7列で、中央の1列は幅広い。

## 生態
多毛類、甲殻類、貝類、硬骨魚類などを餌とする。無胎盤性の胎生で、卵黄を使い果たした胎児は母体が分泌する子宮乳によって成長する。産仔数は4以下で、出生時は体盤幅17センチメートル程度。

## 人との関わり
肉は食用に利用されるが、小型種であるため価値は低い。元々漁獲されることの少ない種であるため正確なデータは得られていないが、生息域でのエイ類に対する漁獲圧が高いことから個体数は大きく減少していると考えられている。特別な保護措置は講じられていない。